# Ein Yahav Airfield
Den här artikeln har delvis skapats av Lsjbot, ett program (en robot) för automatisk redigering (2016-09). Artikeln kan eventuellt innehålla språkliga fel eller ett märkligt bildurval. Mallen kan avlägsnas efter en kontroll av innehållet.
Ein Yahav Airfield är en flygplats i Israel.   Den ligger i distriktet Södra distriktet, i den södra delen av landet och öppnades 1970.
Terrängen runt Ein Yahav Airfield är platt åt nordost, men åt sydväst är den kuperad. Runt Ein Yahav Airfield är det ganska glesbefolkat, med 21 invånare per kvadratkilometer. Närmaste större samhälle är ‘En Yahav, 5,2 km nordost om Ein Yahav Airfield. Trakten runt Ein Yahav Airfield är ofruktbar med lite eller ingen växtlighet.